# József Jacsó
József Jacsó (* 1. Juni 1962 in Mezőkövesd, Ungarn) ist ein ehemaliger ungarischer Gewichtheber.

## Karriere
Seinen ersten internationalen Wettkampf bestritt Jacsó auf der Weltmeisterschaft 1983 in Moskau. Im 2. Schwergewicht bis 110 kg Körpergewicht erzielte er 410,0 kg (185,0/225,0 kg) im Zweikampf und belegte damit den zweiten Platz hinter Wjatscheslaw Iwanowitsch Klokow mit 440,0 kg und vor Anton Baraniak mit 400,0 kg.
Eine Teilnahme bei den Olympischen Spielen 1984 in Los Angeles blieb Jacsó aufgrund des Olympiaboykotts Ungarns verwehrt, und so trat er erst 1985 wieder zu einem internationalen Wettkampf an. Bei der WM in Södertälje konnte er zwar 175,0 kg reißen, blieb aber unplatziert, nachdem er im Stoßen keinen gültigen Versuch einbringen konnte. Sieger wurde Juri Sacharewitsch mit 422,5 kg.
Die Weltmeisterschaften 1986 in Sofia schloss Jacsó mit 415,0 kg (182,5/232,5 kg) als Dritter hinter Sacharewitsch mit 447,5 kg und Sergei Nagirny mit 427,5 kg ab. Auch bei der WM 1987 in Ostrava musste sich Jacsó Sacharewitsch beugen und wurde mit 415,0 kg (190,0/225,0 kg) Zweiter hinter dem sowjetischen Heber mit 445,0 kg und vor Baraniak, der ebenfalls 415,0 kg hob, aber 200 Gramm schwerer war.
Zu den Olympischen Spielen 1988 in Seoul reiste Sacharewitsch aufgrund seiner Leistungen der Vorjahre als Titelfavorit an. Diese Rolle konnte er mit einem neuen Zweikampfweltrekord von 455,0 kg bestätigen. Jacsó wurde mit einem Zweikampfergebnis von 427,5 kg (190,0/237,5 kg) somit Zweiter vor Ronny Weller mit 425,0 kg.

## Bestleistungen
- Reißen: 190,0 kg in der Klasse bis 110 kg bei der WM 1987 in Ostrava
- Stoßen: 237,5 kg in der Klasse bis 110 kg bei den OS 1988 in Seoul
- Zweikampf: 427,5 kg (190,0/237,5 kg) in der Klasse bis 110 kg bei den OS 1988 in Seoul